# Truesports
Truesports – były amerykański zespół wyścigowy, założony w 1982 roku przez Jima Truemana. W historii startów ekipa pojawiała się w stawce American Racing Series, CART Indy Car World Series oraz Indianapolis 500. W 1993 roku ogłoszono zakończenie rozwoju zespołu i jego wchłoniecie przez amerykańską ekipą Rahal Letterman Lanigan Racing.

## Kierowcy

### CART
- Bobby Rahal (1982-1988)
- Scott Pruett (1989, 1991-1992)
- Raul Boesel (1990)
- Geoff Brabham (1991)

### American Racing Series
- Didier Theys
- Colin Trueman
- Steve Millen